# Bárbara César
Bárbara Gabriela César Siero es una abogada y jueza venezolana. Se desempeña como magistrada del Tribunal Supremo de Justicia de Venezuela.

## Carrera
Egresó como abogada de la Universidad Santa María. También tiene preparación militar, habiendo realizado los cursos de paracaidismo militar; de búsqueda, registro y localización de artefactos explosivos; y de tiro de combate de la dirección de armamento de las Fuerzas Armadas.
Entre 1997 y 1998 fue proyectista de sentencias del Consejo de Guerra Permanente de Caracas en la Corte Marcial, y entre 2000 y 2002 fue consultora jurídica regional del Plan Bolívar 2000 en el estado Zulia. También fue defensora agraria del general Víctor Cruz Weffer, excomandante general del Ejército y responsable de tanto el Plan Bolívar 2000 como el Fondo de Desarrollo Urbano (Fondur), quien fue imputado por corrupción y enriquecimiento ilícito. El Ministerio Público detectó inconsistencias en su declaración jurada de patrimonio, al igual que de movimientos de miles de dólares hacia el exterior, y César perdió el caso.
Fue responsable de contrataciones en Compañía Anónima Venezolana de Industrias Militares (CAVIM) de material antimotín Falken, de España, y tanto pistolas Glock como chalecos antibalas Armourshield, de Austria y responsable de la apertura de CAVIM Internacional, además de coordinadora de jueces penales itinerantes de Caracas en 2013.
Se desempeñó como defensora pública y como jueza de Control del Tribunal 29 de Caracas; entre sus decisiones, dictó medidas cautelares en contra de la directiva del diario Tal Cual y del exministro Carlos Genatios, donde se le dictó prohibición de salida del país a Teodoro Petkoff, a raíz de una denuncia interpuesta por Diosdado Cabello, presidente de la Asamblea Nacional.
En diciembre de 2014 fue electa como magistrada de la Sala de Casación Político-Administrativa del Tribunal Supremo de Justicia de Venezuela. En febrero de 2015 fue designada coordinadora de la comisión nacional de justicia de género del poder judicial.

## Sanciones
El 12 de abril de 2019 Rivero fue sancionada por Canadá, señalada junto con otros funcionarios de estar «directamente implicados en actividades que socavan las instituciones democráticas» en Venezuela y por la «persecución contra los miembros del gobierno interino» de Juan Guaidó. Los individuos sancionados no podrán negociar propiedades en Canadá o con canadienses, realizar transacciones de ningún tipo en ese territorio, recibir servicios financieros ni disponer de bienes a su nombre o de terceros en el país.

## Vida personal
Es hija del general de división Guillermo Enrique César Hary, quien se ha desempeñado como director de servicios generales del Ministerio de la Defensa, junto con los ministros José Luis Prieto, Jorge García Carneiro y Orlando Maniglia.